# На чужині
«На чужині» (рос. На чужбине) — оповідання А. П. Чехова, вперше опубліковане у 1885 році.

## Історія публікації
Розповідь А. П. Чехова «На чужині» написана в 1885 році, вперше опублікована в 1885 році в літературно-художньому журналі «Осколки» № 41 від 12 жовтня з підписом А. Чехонте. У 1885 році розповідь був заборонений цензором «Осколків», дозволений до видання лише після повторного розгляду в цензурному комітеті. У 1887 році оповідання надруковано у збірнику «Безневинні речі», увійшов до зібрання творів письменника, видаване А. Ф. Марксом.
За життя Чехова розповідь переводився на болгарська, угорська, німецька, польська, румунська, сербськохорватська, французький і чеська мови.
В оповіданні Чехова простежуються його спогади з дитинства. Бабусею письменника була українка, кріпосна селянка з родини конярів Єфросинія Омелянівна Шимко (1798-1878). Бабуся була простодушна, вірила в Бога і нечисту силу. По спогадах сестри письменника, Марії Павлівни Чехової, в оповіданні Чехова «На чужині» знайшло відображення наступне: «Як-то Більше-Князівської на престольне свято Єгор Михайлович був запрошений з нею на обід до господині — графині Платової. Подали раків. Бабка, бажаючи показати свою вихованість, хотіла раку взяти страви з вилкою. Єгор Михайлович штовхав її ліктем і ногою під столом, але нічого не досяг. Довелося пояснити словами...».

## Сюжет
Дія оповідання відбувається в будинку багатого поміщика Камишева. У Карамишева живе старий француз, який працював гувернером. Звуть його Шампунь. Шампунь навчав дітей поміщика французької мови, хорошим манерам і танців. Кодга діти виросли, то він став не потрібен. Тепер його обов'язки, як і платню, невизначені. Його завданням є добре одягатися, пахнути парфумами і вислуховувати розмови Камишева.
За сніданком Камишев міркує про Франції та французів. На його думку, Франція настільки маленька країна, що її можна об'їхати за один день. Про французів і ставлення до них він говорить так: «Ніхто не любить французької, хіба лише одні французи. А французові що ні подай — все з'їсть: і жабу, і щура, і тарганів... Вам, наприклад, ця шинка не подобається, тому що вона російська, а подай вам смажене скло і скажи, що воно французьке, ви станете є і прицмокувати...». Порівнюючи росіян і французів, Камишев вважає, що французи люблять хвалитися, що у них «розум придбаний, з книг, а у нас вроджений розум». Він також вважає, що французи аморальні і «живуть як собаки». Камишев думає, що «французи манірні», не дозволяють невігластва, раків не стануть їсти виделкою, не плюють на підлогу, але в них немає особливого духу. Такі розмови не подобаються французу, він ображається і вирішує виїхати на Батьківщину.
В обід Камишев залишився без співрозмовника і став з'ясовувати — що робить француз. А француз Шампунь в цей час пакував чемодан. При вигляді цього, Камишев повідомив французові, що він втратив його паспорт, а без паспорта той нікуди не поїде і виявиться в кайданах. Француз у відчаї, але Камишев його заспокоює, сказавши, що він пожартував і просить не брати близько до серця його розмови. Він з усіма поводиться так і просить брати приклад з орендаря Лазаря Исакича. А Лазаря Исакича Камишев як тільки не називає — і жидом, і пархом, і «свинячье вухо з підлоги робить», а той ні на що не ображається. Шампунь заспокоюється і йде обідати. За обідом історія повторюється.

## Критика
Лев Миколайович Толстой относил «На чужбине» к числу лучших рассказов Чехова.
Современные исследователи творчества Чехова отмечают, что писатель за основу национальной характеристики персонажа берёт стереотипное описание представителя той или иной культуры. Примером этого является образ француза в рассказе «На чужбине» — маленький, патриот и душится. При этом у автора звучит тема превосходства своего над чужим.